# Aeroporto de Vitória da Conquista
O Aeroporto Glauber de Andrade Rocha é um aeroporto situado no município de Vitória da Conquista, Bahia, às margens da BR-116. Pertence ao Governo do Estado da Bahia, sendo administrado pelo Consócio VDC Airport, formado pela Socicam e Universal Armazéns Gerais e Alfandegados.
Foi inaugurado em 23 de julho de 2019, substituindo o antigo aeroporto da cidade, o Aeroporto Pedro Otacílio Figueiredo, no qual era possível apenas o pouso e a decolagem de aeronaves de pequeno porte como ATR-72, já não comportando mais as demandas de Vitória da Conquista e região. O novo complexo aeroportuário está capacitado a receber aeronaves de médio porte como Boeing 737-800.

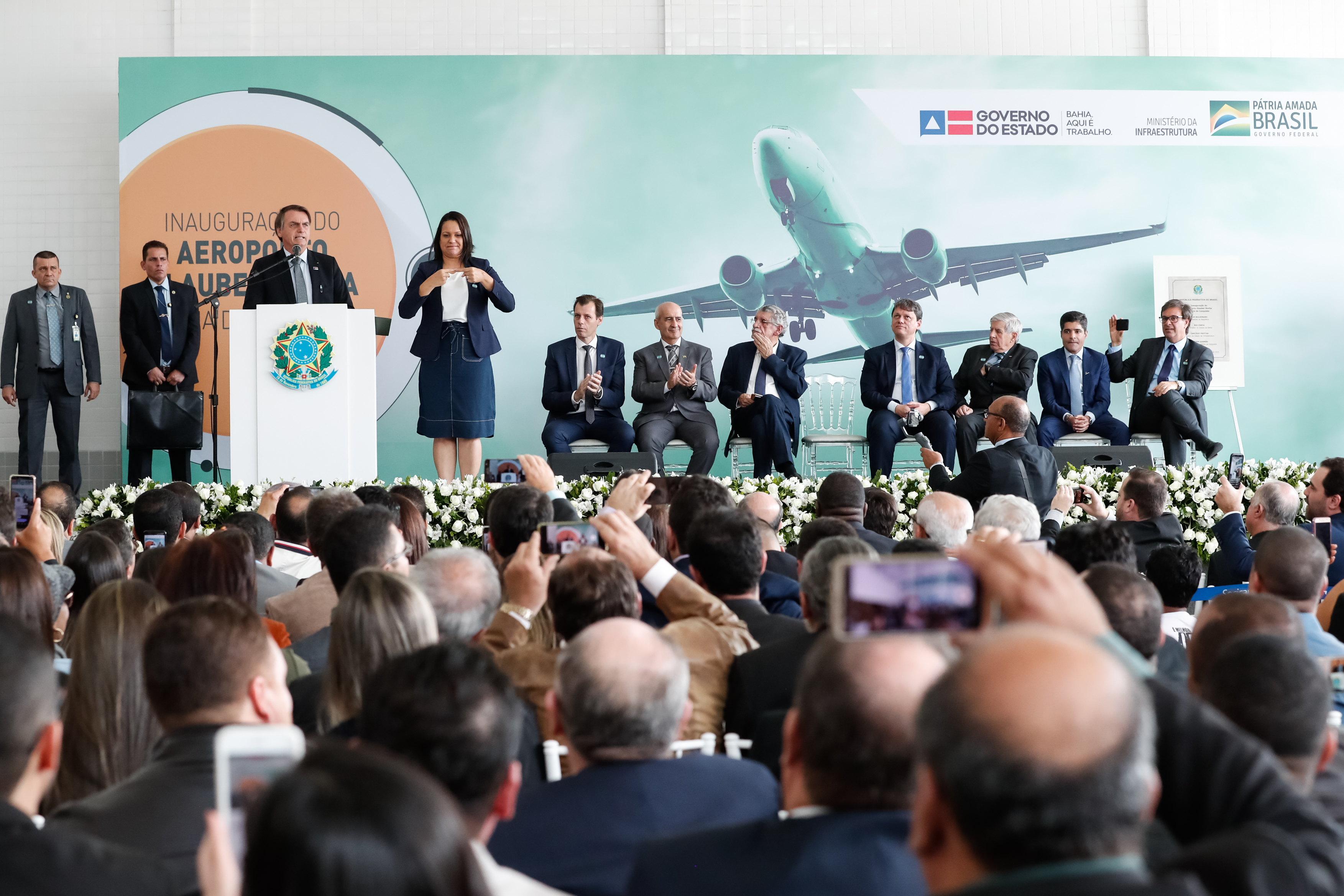
Cerimônia de Inauguração do Aeroporto Glauber Rocha.

## História
Em 1937, num terreno doado pela Prefeitura, na gestão de Florentino Mendes, começou a construção do “Campo de Aviação de Vitória da Conquista” (nome que se dava aos pequenos aeroportos da época), sob a orientação do projeto do engenheiro Lourival Dantas. Quem limpou a área para a abertura do campo foi Pedro Otacílio de Figueiredo (limpou toda a área sozinho e com uma simples enxada). O nome do primeiro aeroporto de Vitória da Conquista foi uma homenagem a ele.
Surgiu, na mesma época, o Aero Clube, iniciativa de Crescêncio Antunes da Silveira, Antônio Alves Nascimento e Henrique Hufinagel. E no dia 1.º de setembro de 1939 pousava no campo o aeroplano “PP-FAIRCHILD”, pilotado pelo 1.º Tenente Aviador Antônio Eugênio Basílio, conforme “Notas de Leôncio Sátyro dos Santos”, que assim se expressou: "Hoje, 1.º de setembro de 1939, tivemos a glória de ver inaugurado o campo de aviação nesta cidade de Conquista. Vindo da Bahia (Salvador, como era chamada pelos interioranos) o aeroplano PP-E.A.E. “Fairchild”. às 11 e 40 minutos pilotado pelo 1.º tenente aviador naval Antônio Eugênio Basílio com os Engenheiros Civis José de Oliveira Machado e Galdino Mendes Filho; alçou vôo à 1 e 40 minutos do mesmo dia com destino a Canavieiras."
O antigo campo de aviação deu lugar mais tarde ao Aeroporto Pedro Otacílio Figueiredo, construído pelo ex-governador Roberto Santos, que o reinaugurou no dia 11 de março de 1979.
Foi instalada na mesma ocasião a Cia de Táxi-Aéreo Abaeté e implantada a Cia Nordeste Linhas Aéreas da Bahia, por aviões Bandeirantes. O serviço passou à supervisão do DAB – Departamento de Aviação da Bahia, ligado à Secretaria de Transportes do Estado.
O aeroporto foi desativado após 50 anos de sua inauguração e todas as operações foram transferidas para o novo aeroporto Glauber Rocha, equipamento construído em parceria do Governo do Estado e Governo Federal após demandas do movimento popular "Conquista pode voar mais alto".

## Companhias Aéreas e Destinos
- Gol Linhas Aéreas
  - São Paulo / Aeroporto Internacional de São Paulo/Guarulhos
- LATAM Airlines Brasil
  - São Paulo / Aeroporto Internacional de São Paulo/Guarulhos
- Azul Linhas Aéreas
  - Salvador / Aeroporto Internacional de Salvador
  - Belo Horizonte / Aeroporto Internacional de Belo Horizonte-Confins[7]